# Piwnica w Pieninkach
Piwnica w Pieninkach – niewielka jaskinia w skałach Pieninki w Dolinie Kobylańskiej. Pod względem geograficznym jest to obszar Wyżyny Olkuskiej wchodzący w skład Wyżyny Krakowsko-Częstochowskiej, administracyjnie znajduje się w granicach wsi Karniowice, w gminie Zabierzów w powiecie krakowskim.

## Opis obiektu
Jest to dość wysoka komora znajdująca się powyżej połogiego i łatwego progu w środkowej części Pieninek. Na progu tym zaczyna się droga wspinaczkowa „Przez różę” o trudności III+ w skali polskiej. Otwór jaskini znajduje się zaraz nad progiem. Jaskinia powstała w późnojurajskich wapieniach skalistych. Wnika na głębokość 3 m w głąb skały. Jest sucha, widna i w całości poddana wpływom środowiska. Na jej ścianach są nacieki grzybkowe i rozwijają się glony, na spągu znajduje się rumosz skalny.
W Pieninkach jest jeszcze druga jaskinia – Szczelina za Architektami.